# Tahara (islam)
Pour les articles homonymes, voir Tahara.

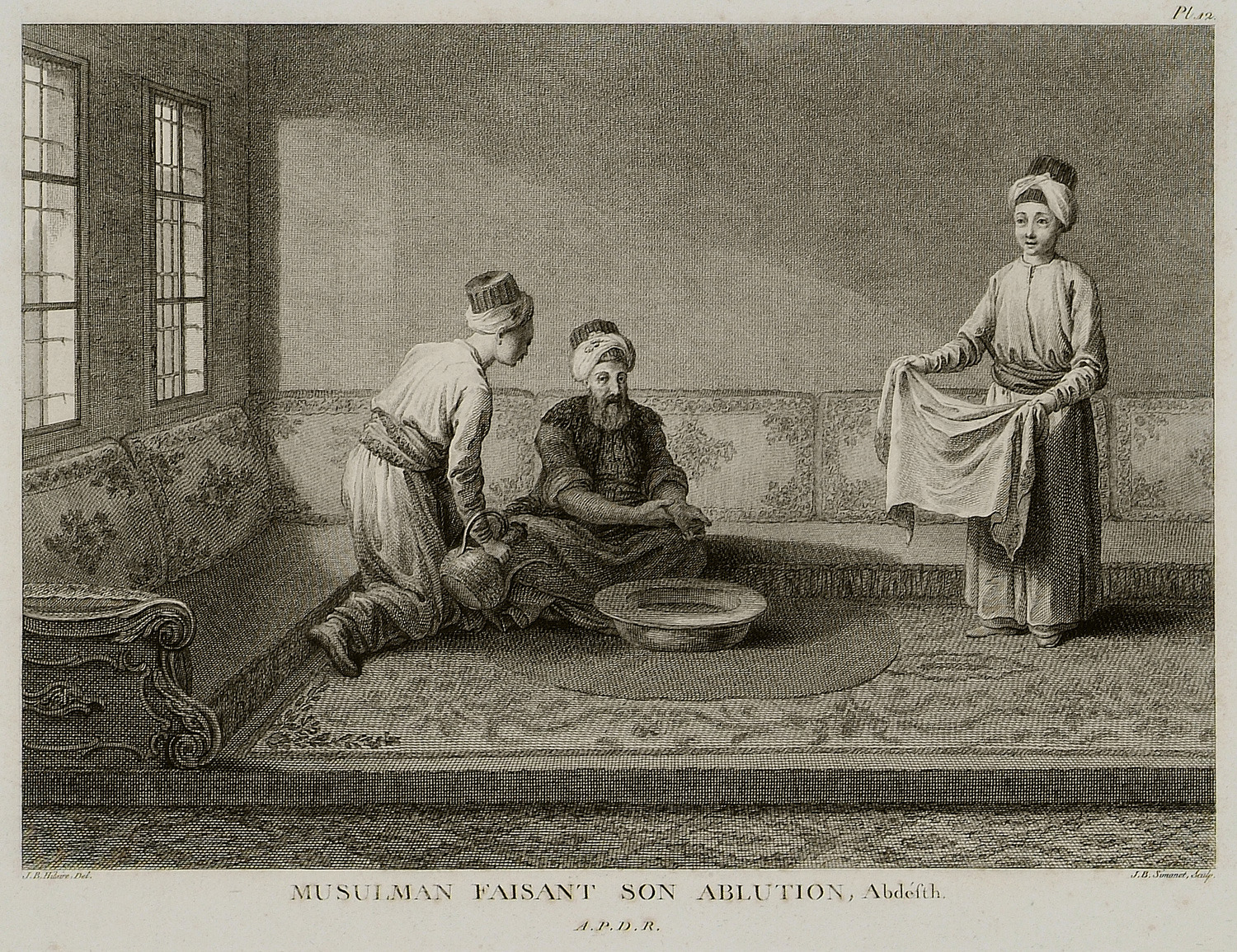
Musulman faisant son ablution (1787)

Al-tahara (arabe : طهارة) est la purification rituelle ou l'état de pureté en islam. L'existence du même terme en syriaque et en hébreu (טהרה) suggèrent que le mot coranique avant tout est un terme technique. Cet état est nécessaire pour les musulmans souhaitant effectuer certaines actions, comme faire la prière ou toucher un mushaf (en) (exemplaire du Coran). De très nombreux textes ont été écrits par des penseurs musulmans, illustrant les nombreuses divergences, principalement sur des points de détails.
L’islam connaît deux types d’ablutions : les grandes ablutions (غسل ghusl, « lavage » ; « grandes ablutions ») et les petites ablutions (وضوء wodzū, « ablution »).  

## Impuretés
Les légistes musulmans ont, à partir du Coran, établi le besoin d’être purifié pour effectuer certaines actions religieuses, comme faire la prière, effectuer le pèlerinage à la Mecque, toucher un Coran... L'impureté majeure rajoute l'interdiction de réciter le Coran (sauf les femmes pendant les règles) et de séjourner dans une mosquée. On peut observer dans certaines régions musulmanes des différences nettes entre la pratique et les règles théologiques.
C'est ainsi qu'ils ont distingué des impuretés mineures et des « souillures », les deux ayant de modes de purification différents. L'état d'impureté concerne aussi bien le corps humain que les objets qui peuvent être « contaminés ». Un objet purifié doit avoir perdu le goût, l'odeur et la couleur de l'impureté. Cette notion de pureté/impureté préexiste à l'islam chez les peuples sémitiques et en particulier en Arabie du Sud. 
L'impureté peut appartenir à l'essence même d'un être ou d'un objet. Le contact avec un corps mort peut, dans certains cas, rendre impur. À l'exception du rite malékite, pour lequel tous les êtres vivants sont purs, les trois autres écoles (Shafi’i, Hanafite et Hanbalite) considèrent que le chien et le porc sont impurs. Chez les chiites, le contact avec le non-chiites rend impur. Ce cas se fonde sur un verset coranique (9.28) qui a été interprété symboliquement par le sunnisme. Selon les quatre rite, les boissons fermentées sont « immondes ».
Selon le Shâfi'ites, les impuretés mineures sont les matières fécales et l'urine, le sommeil, la perte de connaissance, le fait de toucher une femme et le fait de se toucher le bas-ventre. Les Hanafites ne conservent que les deux derniers auxquels ils rajoutent le fou-rire pendant la prière. Les Hanbalites rajoute le fait de manger de la viande de dromadaire...
Les impuretés majeures sont le coït, l'émission de sperme, le flux menstruel ou les lochies. Les mêmes interdits pèsent sur les personnes en état d'impureté majeure que sur ceux en état d'impureté mineure. 

## Ablutions

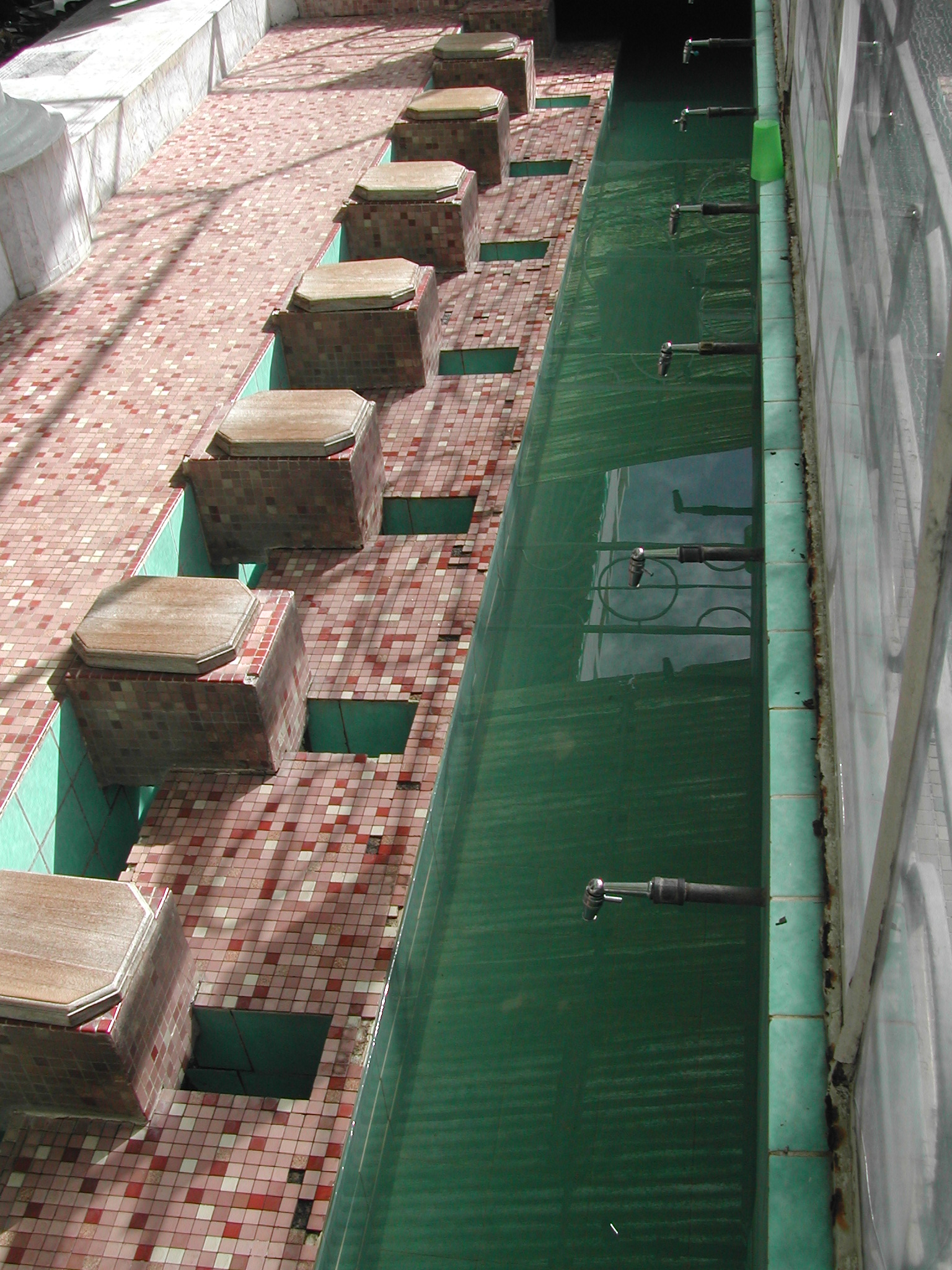
Un bassin dédié aux ablutions dans la mosquée Noor-e-Islam, en France (Saint-Denis, île de La Réunion).

### Petites ablutions
Les petites ablutions permettent de retrouver l'état de pureté après une impureté mineure. Elle s'effectue à l'eau claire et implique les parties du corps évoquées dans le Coran (5.6 et 4.43). Néanmoins, des débats d'interprétation existent sur la signification exacte des termes coraniques. De même, un débat existe quant à l'ordre des actions à effectuer. 
Lorsque aucune eau n'est disponible, il est possible de l'effectuer avec du sable. Cette forme d'ablution s’appelle tayammum et existe déjà dans le Talmud.
Ces rituels possèdent des éléments obligatoires et d'autres recommandés, ce qui est parfois mal connu des fidèles. Des exceptions sont parfois admises, par le sunnisme (et non le chiisme) comme celle de frotter ses chaussures et non ses pieds.

### Grandes ablutions ou bain rituel
En cas d'impureté majeure, une purification particulière, appelée ghusl est nécessaire. Cette forme de purification implique le nettoyage de tout le corps. La procédure du tayammum  peut être appliquée dans le cas des grandes ablutions.
Cette forme d'ablution est, en outre recommandée, lors du pèlerinage à La Mecque ou pour la prière du vendredi.